# Очимиано
Очимиа̀но (на италиански: Occimiano; на пиемонтски: Aussimian, Аусимиан) е село и община в Северна Италия, провинция Алесандрия, регион Пиемонт. Разположено е на 107 m надморска височина. Населението на общината е 1380 души (към 2010 г.).